# 悦希
悦希，五胡十六国時代前燕人物。
悦希在前燕太宰慕容恪属下担任司馬。364年七月（《十六国春秋·卷二十八·慕容暐》作八月），慕容恪将取洛阳，派悦希率軍至盟津，豫州刺史孫興分軍至成皋作为後援。九月，悦希率軍攻打东晋的河南諸城，全都攻克。